# Centre international de création musicale
Pour les articles homonymes, voir CIRM.
 (novembre 2015).
Si vous disposez d'ouvrages ou d'articles de référence ou si vous connaissez des sites web de qualité traitant du thème abordé ici, merci de compléter l'article en donnant les références utiles à sa vérifiabilité et en les liant à la section « Notes et références ».
Le Centre international de création musicale de Nice a été créé par Jean-Étienne Marie en 1968. Il est installé à Nice depuis 1978. Il est dirigé depuis mars 2000 par le compositeur François Paris qui succède à Luc Martinez.
Il est l'un des six centres nationaux de création musicale, label accordé par le Ministère de la Culture en 1996 et 1997.
En 2015 le CIRM adhère à la Comue (Communauté d'universités et établissements) et devient membre de la toute nouvelle université Côte d'Azur.
Le 30 juin 2022, le conseil d’administration décide la fermeture à la fin de l'année.

## Festival Manca
Tous les ans en novembre, le CIRM organise, sur une dizaine de jours, le Festival Manca.